# 洛斯特蘭科斯伍茲 (加利福尼亞州)
洛斯特蘭科斯伍茲（英語：Los Trancos Woods）是位於美國加利福尼亞州聖馬刁縣的一個非建制地區。該地的面積和人口皆未知。

## 地理
洛斯特蘭科斯伍茲的座標為37°20′58″N 122°11′58″W / 37.34944°N 122.19944°W，而該地的平均海拔高度為298米（即978英尺）。